# Kırmızıtaş, Yakutiye
Kırmızıtaş là một xã thuộc huyện Yakutiye, tỉnh Erzurum, Thổ Nhĩ Kỳ.